# Jorgos Vasiliu
Jorgos Vasiliu (* 20. května 1931, Famagusta) je kyperský politik. V letech 1988– 1993 byl prezidentem Kypru.
Pocházel z řecké komunistické rodiny, která utekla v době občanské války do komunistického Maďarska. Na Budapešťské univerzitě studoval ekonomii, ale po sovětské invazi roku 1956 odešel do Anglie, kde roku 1958 dostudoval. V Anglii působil do roku 1962 a věnoval se zde vědeckému výzkumu marketingu . Poté se usadil na Kypru, kde založil některé výzkumné instituce (Blízkovýchodní centrum pro studia marketingu, Centrum pro počítačová studia). V roce 1988 byl zvolen prezidentem, jakožto nestraník, s podporou komunistické strany (AKEL). V roce 1993 znovu kandidoval na prezidenta, ale prohrál s Glafkosem Kleridesem. Založil vzápětí liberální politickou stranu Hnutí svobodných demokratů (Kinima Eleftheron Dimokraton), jež dnes nese název Sjednocení demokraté (Enomenoi Dimokrates). Vedl ji jako předseda až do roku 2005. V letech 1996-99 za ni zasedal v parlamentu. Je znám silně proevropskými postoji. V letech 1998-2003 vedl kyperský tým vyjednávající s Evropskou unií podmínky kyperského vstupu do EU. V kyperských mírových jednáních podporoval tzv. Annanův plán, který však kyperští Řekové odmítli v referendu roku 2004. Je též úspěšným podnikatelem. Vydal paměti pod názvem Odyssea.

## Vyznamenání
- čestný společník cti Národního řádu za zásluhy – Malta, 28. června 1991[5]
- řetěz Řádu Nilu – Egypt
- velkokříž Řádu čestné legie – Francie
- velkokříž Řádu zásluh o Italskou republiku – Itálie
- velkokříž s řetězem Řádu prince Jindřicha – Portugalsko
- velkokříž Řádu Spasitele – Řecko